# Лео Матос
Леона́рду (Леона́рдо) де Ма́тус (Мато́с) Круз (порт. Leonardo de Matos Cruz, або — Лео Матос (порт. Leo Matos); нар. 2 квітня 1986, Нітерой, штат Ріо-де-Жанейро, Бразилія) — колишній бразильський футболіст, фланговий правий захисник та півзахисник. Відомий виступами у складі таких бразильських клубів, як «Фламенго», «Томбенсе», «Парана», «Фігейренсе», «Васко да Гама» та «Віла-Нова» з Гоянії, а також українського футбольного клубу «Чорноморця» з міста Одеса. У складі останнього Лео зробив велику кар'єру, ставши віце-капітаном команди, рекордсменом з проведених матчів за клуб серед легіонерів (121 матч), найкращим бомбардиром клубу у сезоні 2011–2012 років тощо. За цей час футболіст став Чемпіоном світу серед юнаків, срібним призером першої ліги чемпіонату України, а також півфіналістом і фіналістом кубку України.

## Життєпис

### Перші роки
Леонардо де Матос Круз народився 2 квітня 1986 року у бразильському місті Нітерой, штату Ріо-де-Жанейро. Родина мешкала у доволі бідному районі (фавелі), батько тримав маленьку продуктову крамницю. Спочатку Лео почав займатися дзюдо, але у віці восьми років потрапив до футбольної школи «Нуклео-ді-Фламенго», а потім в академію одного з найкращих клубів Бразилії — «Фламенго», в якій з одинадцяти років пройшов усі етапи підготовки.

### Клубна кар'єра

#### Бразилія
У 18 років бразилець переїхав до Європи, де підписав п'ятирічний контракт з марсельським футбольним клубом «Олімпік», але грав лише у молодіжному складі команди. Через пів року Леонардо віддали у річну оренду до рідного клубу «Фламенго», там пробув 6 місяців, але потім знову повернувся до Марселя, де він знову не грав. У 2006 році керівництво марсельського клубу продало гравця власникам «Томбенсе». У сезоні 2007 року був відданий на правах оренди до «Парани». Зокрема того року Лео відіграв два матчі разом із бразильською командою у престижному південноамериканському турнірі, Кубок Лібертадорес. Наступного сезону до «Фігейренсе», а у сезоні 2009—2010 захищав кольори «Віла-Нови» з Гоянії.

#### «Чорноморець»
27 лютого 2010 року підписав контракт, розрахований до 30 червня 2016 року, з одеським «Чорноморцем» та став першим бразильцем у складі «чорно-синьої» команди. У складі української команди у сезоні 2009–2010 років вилетів до першої ліги, але вже наступного сезону команду очолив тренер Роман Григорчук і повернув її до Прем'єр-ліги. Також було вирішено, що Матос ефективніший в атаці (особливо у «грі на другому поверсі»), куди його й було переведено з позиції правого захисника. У сезоні 2011–2012 років Лео забив 7 м'ячів у чемпіонаті та 1 у кубку ставши таким чином найкращим бомбардиром сезону у команді.
Вже наступного сезону «моряки» посіли шосте місце у національному чемпіонаті та вийшли до фіналу кубку України (вигравши у дніпропетровського «Дніпра» 2:1, один з голів забив Лео на 68-ій хвилині), де команда програла донецькому «Шахтарю» 3:0. До того ж Лео, як віце-капітан команди замінив Дмитра Безотосного у матчі проти київського «Динамо». У сезоні 2012–2013 років за даними «Instat Football», що займається статистичними даними у провідних чемпіонатах Європи, Матос посів друге місце за кількістю вдалих єдиноборств серед гравців Прем'єр-ліги України — провів 630 єдиноборств, з яких 372 вдалі, також посів четверте місце за кількістю обводок м'яча — 127, з яких 96 вдалі. Однак, за тими ж даними саме на Лео у клубі більше всього будо зароблено фолів гравцями інших команд — 84 і бразилець часто-густо втрачав м'яч — 418 разів, з яких 81 на своїй половині поля.
Наступного сезону Лео через травму пропустив увесь початок сезону і вийшов на поле тільки 22 серпня на 79-й хвилині у матчі раунду плей-оф Ліги Європи проти албанського «Скендербеу». Окрім того, що цей матч для бразильця став дебютом у сезоні, так ще й дебютом у єврокубкових змаганнях та й, взагалі, у міжнародних клубних турнірах. Свій сотий офіційний матч у складі основного складу клубу Лео провів 2 листопада 2013 року у Львові проти місцевих «Карпат» у рамках чемпіонату України. Того дня Лео Матос вийшов на поле на початку другого тайму, замінивши Павла Кутаса на 46-й хвилині. Однак, команди зіграли у нічию.

#### «Дніпро»
25 червня 2014 року одеський «Чорноморець» підписав контракт з іншим українським футбольним клубом «Дніпро» з міста Дніпропетровськ, за яким Матос перейшов до складу «дніпрян».

#### Статистика виступів
| Клуб | Ліга              | Сезон             | Чемпіонат | Чемпіонат | Кубок | Кубок | Континентальні змагання | Континентальні змагання | Континентальні змагання | Інші змагання | Інші змагання | Інші змагання | Всього | Всього |
| Клуб | Ліга              | Сезон             | Ігор      | Голів     | Ігор  | Голів | Назва                   | Ігор                    | Голів                   | Назва         | Ігор          | Голів         | Ігор   | Голів  |
| --- | ----------------- | ----------------- | --------- | --------- | ----- | ----- | ----------------------- | ----------------------- | ----------------------- | ------------- | ------------- | ------------- | ------ | ------ |
| «Дніпро» Д | ПЛ                | 14-15             | 0         | 0         | 0     | 0     | 0                       | 0                       | 0                       | -             | -             | -             | 0      | 0      |
| «Дніпро» Д | Всього            | Всього            | 0         | 0         | 0     | 0     |                         | 0                       | 0                       |               | 0             | 0             | 0      | 0      |
| «Чорноморець» О | ПЛ                | 13-14             | 22        | 0         | 3     | 0     | ЛЄ                      | 10                      | 0                       | -             | -             | -             | 35     | 0      |
| «Чорноморець» О | ПЛ                | 12-13             | 28        | 3         | 5     | 2     | -                       | -                       | -                       | -             | -             | -             | 33     | 5      |
| «Чорноморець» О | ПЛ                | 11-12             | 19        | 7         | 3     | 1     | -                       | -                       | -                       | ПД            | 3             | 1             | 25     | 9      |
| «Чорноморець» О | 1Л                | 10-11             | 16        | 0         | 1     | 0     | -                       | -                       | -                       | -             | -             | -             | 17     | 0      |
| «Чорноморець» О | ПЛ                | 09-10             | 13        | 0         | 0     | 0     | -                       | -                       | -                       | -             | -             | -             | 13     | 0      |
| «Чорноморець» О | Всього            | Всього            | 98        | 10        | 12    | 3     |                         | 10                      | 0                       |               | 3             | 1             | 123    | 14     |
| «Віла-Нова» | В                 | 2009              | ?         | 1         | 0     | 0     | -                       | -                       | -                       | -             | -             | -             | ?      | 1      |
| «Віла-Нова» | Всього            | Всього            | ?         | 1         | 0     | 0     |                         | 0                       | 0                       |               | 0             | 0             | ?      | 1      |
| «Фігейренсе» | А                 | 2008              | 7         | 0         | 0     | 0     | -                       | -                       | -                       | -             | -             | -             | 7      | 0      |
| «Фігейренсе» | Всього            | Всього            | 7         | 0         | 0     | 0     |                         | 0                       | 0                       |               | 0             | 0             | 7      | 0      |
| «Парана» | А                 | 2007              | 19        | 0         | 0     | 0     | КЛ                      | 2                       | 0                       | -             | -             | -             | 21     | 0      |
| «Парана» | Всього            | Всього            | 19        | 0         | 0     | 0     |                         | 2                       | 0                       |               | 0             | 0             | 21     | 0      |
| «Фламенго» | А                 | 2006              | 8         | 0         | 0     | 0     | -                       | -                       | -                       | -             | -             | -             | 8      | 0      |
| «Фламенго» | А                 | 2005              | 6         | 0         | 0     | 0     | -                       | -                       | -                       | -             | -             | -             | 6      | 0      |
| «Фламенго» | Всього            | Всього            | 14        | 0         | 0     | 0     |                         | 0                       | 0                       |               | 0             | 0             | 14     | 0      |
| «Олімпік II» М | АЧФ               | 06-07             | 8         | 0         | 0     | 0     | -                       | -                       | -                       | -             | -             | -             | 8      | 0      |
| «Олімпік II» М | АЧФ               | 04-05             | 24        | 0         | 0     | 0     | -                       | -                       | -                       | -             | -             | -             | 24     | 0      |
| «Олімпік II» М | АЧФ               | 03-04             | 3         | 0         | 0     | 0     | -                       | -                       | -                       | -             | -             | -             | 3      | 0      |
| «Олімпік II» М | Всього            | Всього            | 35        | 0         | 0     | 0     |                         | 0                       | 0                       |               | 0             | 0             | 35     | 0      |
| Всього за кар'єру | Всього за кар'єру | Всього за кар'єру | 135       | 11        | 12    | 3     |                         | 12                      | 0                       |               | 3             | 1             | 154    | 15     |
| АЧФ — аматорський чемпіонат Франції; А — Серія А; КЛ — Кубок Лібертадорес; В — Серія В; ПЛ — Прем'єр-ліга; 1Л — Перша ліга; ПД — першість дублерів; ЛЄ — Ліга Європи.. |                   |                   |           |           |       |       |                         |                         |                         |               |               |               |        |        |
| Останнє оновлення 20 травня 2014. |                   |                   |           |           |       |       |                         |                         |                         |               |               |               |        |        |

### Збірна
2003 року Леонардо брав участь у чемпіонаті світу серед юнаків, що проходив у Фінляндії у складі збірної Бразилії. Того року бразильці почали із нічиї зі збірною Камеруна, а потім виграли п'ять матчів підряд, а у фіналі перемогли збірну Іспанії з рахунком 1:0. Всього Матос у складі збірної провів шість матчів, у яких забив 1 гол. Після цього декілька раз виступав за збірну U-20, де грав із гравцями донецького Шахтаря Ілсінью та Фернандінью.
Лео також не проти прийняття українського громадянства та грі у національній збірній.

## Приватне життя
Лео одружений. З дружиною, Тамі, мешкав в Одесі з 2010 року. У подружжя також є син Жуано, що народився на початку вересня 2013 року.

## Титули, рекорди та досягнення

### Командні

#### Світ
- Золотий призер Чемпіонату світу серед юнаків (1): 2003

#### Україна
«Чорноморець»:
- Фіналіст Кубка України (1): 2012–2013.
- Півфіналіст Кубка України (1): 2013–2014.

«Дніпро»:
- Фіналіст Ліги Європи (1): 2014–2015.
- Бронзовий призер чемпіонату України (2): 2014–2015, 2015–2016.

#### Греція
ПАОК:
- Чемпіон Греції (1): 2018–19
- Володар Кубка Греції (3): 2016-2017, 2017-2018, 2018-2019

### Індивідуальні
- Найкращий бомбардир сезону ФК «Чорноморець» Одеса (1): 2011–2012 (8 м'ячів).

### Рекорди
«Чорноморець» Одеса:
- Найбільша кількість офіційних матчів серед легіонерів. (120 ігор)